# Húnaflói

Fjordarna i Húnaflói.

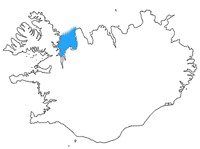
Húnaflói

Húnaflói är en bukt i nordvästra Island. Buktens bredd är cirka 45 kilometer och längden är 80 km. Húnaflói ligger mellan regionerna Vestfirðir och Norðurland vestra,180 km norr om Reykjavik. Tundraklimat råder i trakten med en årsmedeltemperatur av −1 °C. Den varmaste månaden är juni, då medeltemperaturen är 8 °C, och den kallaste är februari, med −8 °C.
Flera fjordar utgår från Húnaflói. På dess västra sida ligger Bjarnarfjörður, Steingrímsfjörður, Kollafjörður och Bitrufjörður. I söder ligger Hrútafjörður och Miðfjörður (med huvudorten Hvammstangi) och på östsidan Húnafjörður med lagunerna Hóp och Húnavatn. På östra sidan ligger också samhällena Skagaströnd och Blönduós.

## Historia
Húnaflói har fått namn efter Húnavatnssýsla som omger bukten i söder och öster. Ordets förled kommer av húnn, "björnunge", medan flói betyder "havsbukt". Troligen var Húnavatn den första plats som fick förledet húna- i namnet. Där råkade nybyggaren Ingimundr gamli Þorsteinsson, enligt Landnámabók, ut för en björnhona med två vita ungar (húna). Ungarna togs om hand och blev senare en mycket uppskattad gåva till kung Harald Hårfager. Det var första gången som norrmännen hade sett en isbjörn.
Vid den gamla tingsplatsen Þingeyrar, på näset norr om Hóp, låg förr Þingeyraklaustur (Tingöre kloster), som under medeltiden fram till digerdöden var ett centrum för sagaskrivandet på Island.
Under sturlungatidens inbördeskrig stod den 25 juni 1244 mitt i Húnaflói det enda sjöslag som utkämpats mellan islänningar. Det var asbirningarna, under sin hövding Kolbein unge, och sturlungarna ledda av Tord kakali, som drabbade samman. Striden utkämpades med glåpord, stenar och eldbränder, som man kastade mot varandra. När ammunitionen tröt försökte man ramma varandras skepp för att sänka dem. Kolbein unge lyckades till sist jaga iväg sturlungarna, men han förmådde inte utnyttja sin seger till fullo och det blev asbirningarna som förlorade kriget. Sjöslaget skildras i Þórðar saga kakala, som ingår i Sturlungasagan.

## Källor

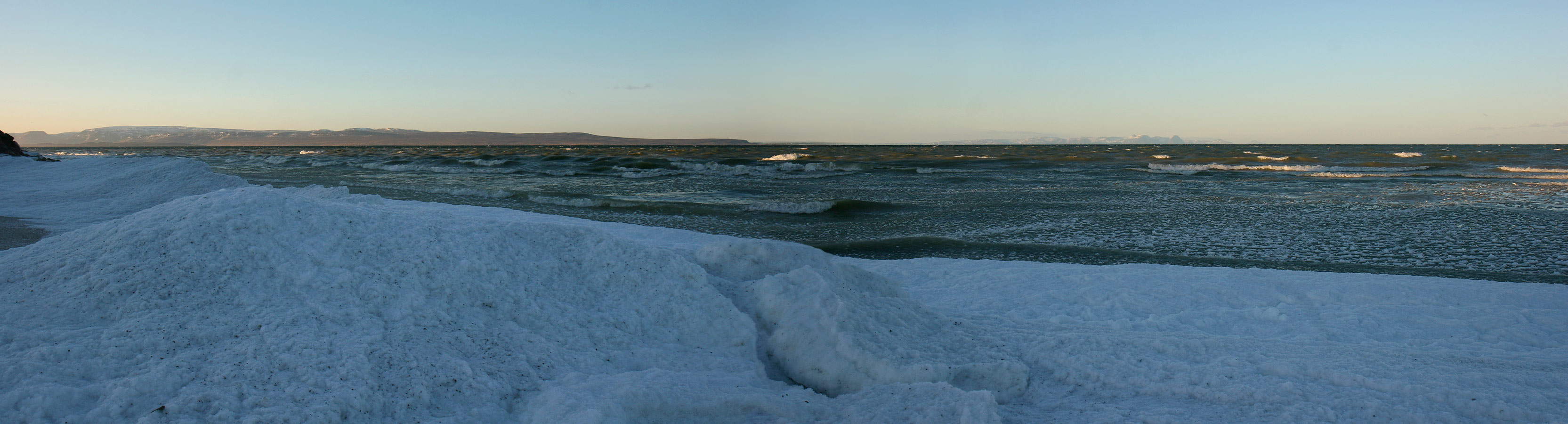
En bild av bukten